# Boris Mokroussov
Pour les articles homonymes, voir Mokroussov.
Œuvres principales
Le Chant des défenseurs de Moscou
L'Accordéon solitaire
Musique du film Le Printemps dans la rue Zaretchnaïa
Boris Mokroussov (en russe Бори́с Андре́евич Мокроу́сов) est un compositeur soviétique, décoré en 1948 du prix Staline, et en 1962 du titre d'artiste émérite de la République socialiste soviétique autonome tchouvache.

## Biographie
Boris Mokroussov est né le 27 février 1909 (le 14 en calendrier julien) dans le village de Kanavino (aujourd'hui un quartier de Nijni-Novgorod). Il apprit seul à jouer de la mandoline, de la guitare, de la balalaïka et, âgé de treize ans, il apprit seul le piano, à l'oreille. Écolier, déjà, il commençait à composer ses propres mélodies. En 1924, il devient pianiste dans un club de cheminots.
Il étudia à l'école technique de Nijni-Novgorod de 1925 à 1929, puis, après l'équivalent soviétique d'une classe préparatoire, il rentre au conservatoire Tchaïkovski de Moscou, dont il sort diplômé en 1936.
Boris Mokroussov meurt le 27 mars 1968 à Moscou. Il est enterré au cimetière de Novodevitchi.
Le 25 avril 2005, une étoile lui fut offerte sur l'allée des stars de Moscou, équivalent russe de la walk of fame d'Hollywood.

## Œuvre
Voici une liste non exhaustive des compositions de Boris Mokroussov :

### Opéra
- Tchapaïev (1942)[2]
- La rose des vents (opérette, 1947)

### Musique de film
- 1953 : Mariage avec dot (Свадьба с приданым)
- 1956 : Le Printemps dans la rue Zaretchnaïa (Весна на Заречной улице)
- 1957 : Nos voisins (Наши соседи)
- 1957 : Coordonnées inconnues (Координаты неизвестны)
- 1965 : La Vivandière (Стряпуха)
- 1966 : Les Justiciers insaisissables (Неуловимые мстители)

### Chansons
Les chansons signalées en gras ont valu à Boris Mokroussov le prix Staline en 1948.
- Vologda
- La pierre sacrée
- Quand l'ami lointain chante (chanson sur Yves Montand)
- Des feux brûlent au loin
- L'Accordéon solitaire
- Le Chant des défenseurs de Moscou
- Chanson du chauffeur du front
- De belles fleurs dans le jardin
- Chanson à la terre natale

### Musique orchestrale
- Symphonie antifasciste (concerto pour trombone et orchestre)
- De nombreuses compositions pour piano

## Voyez aussi
- Le site officiel de Boris Mokroussov
- Un autre site
- Une liste de chansons composée par Boris Mokroussov